# Раян Гарднер
Раян Гарднер (нім. Ryan Gardner, нар. 18 квітня 1978, Торонто) — швейцарський хокеїст, що грав на позиції центрального нападника, крайнього нападника. Грав за збірну команду Швейцарії.

## Ігрова кар'єра
Раян уродженець канадського Торонто, його батько Дейв Гарднер виступав за швейцарські клуби. Саме в Швейцарії Гарднер молодший вперше став на ковзани.
Хокейну кар'єру розпочав 1995 року виступами за юніорську команду «Лондон Найтс» (ОХЛ), де провів два сезони, згодом ще два роки відіграв за інший клуб ОХЛ «Норт-Бей Центенніалс». Сезон 1997-98 Раян завершив у складі швейцарського клубу «Амбрі-Піотта».
З 1998 по 2001 він захищав кольори команд «Лозанна», «Сьєр-Аннів'єр» та «Амбрі-Піотта».
Влітку 2001 Гарднер уклав контракт з «Лугано» за який відіграв шість сезонів. Потім він провів три роки виступав за «ЦСК Лайонс». З 2010 по 2015 Раян захищав кольори столичного клубу «Берн».
2 квітня 2015 його обміняли на гравця «Фрібур-Готтерон» Тімо Гельблінга. У квітні 2016 року він підписав угоду про повернення до клубу «Лугано». за який виступав до завершення сезону 2016-17.
У лютому 2018 завершив кар'єру гравця.
Виступав за збірну Швейцарії, на головних турнірах світового хокею провів 24 гри в її складі.

## Нагороди та досягнення
- Володар Континентального кубка в складі «Амбрі-Піотта» — 1998, 1999.
- Чемпіон Швейцарії в складі «Лугано» — 2003, 2006.
- Чемпіон Швейцарії в складі «ЦСК Лайонс» — 2008.
- Володар Кубка Вікторії в складі «ЦСК Лайонс» — 2009.
- Чемпіон Швейцарії в складі «Берн» — 2013.
- Срібний призер чемпіонату світу — 2013.
- Володар Кубка Швейцарії в складі «Берн» — 2015.

## Статистика

### Клубні виступи
| Сезон        | Клуб                   | Ліга         | Регулярний сезон | Регулярний сезон | Регулярний сезон | Регулярний сезон | Регулярний сезон | Плей-оф | Плей-оф | Плей-оф | Плей-оф | Плей-оф |
| Сезон        | Клуб                   | Ліга         | І                | Г                | П                | О                | ШХ               | І       | Г       | П       | О       | ШХ      |
| ------------ | ---------------------- | ------------ | ---------------- | ---------------- | ---------------- | ---------------- | ---------------- | ------- | ------- | ------- | ------- | ------- |
| 1995–96      | «Лондон Найтс»         | ОХЛ          | 61               | 4                | 10               | 14               | 24               | —       | —       | —       | —       | —       |
| 1996–97      | «Лондон Найтс»         | ОХЛ          | 19               | 1                | 3                | 4                | 14               | —       | —       | —       | —       | —       |
| 1996–97      | «Норт-Бей Центенніалс» | ОХЛ          | 47               | 7                | 6                | 13               | 35               | —       | —       | —       | —       | —       |
| 1997–98      | «Норт-Бей Центенніалс» | ОХЛ          | 9                | 0                | 2                | 2                | 2                | —       | —       | —       | —       | —       |
| 1997–98      | «Амбрі-Піотта»         | НЛА          | 5                | 0                | 0                | 0                | 0                | 9       | 0       | 1       | 1       | 12      |
| 1997–98      | «Лозанна»              | НЛБ          | 1                | 0                | 0                | 0                | 0                | —       | —       | —       | —       | —       |
| 1998–99      | «Амбрі-Піотта»         | НЛА          | 40               | 9                | 4                | 13               | 8                | 15      | 3       | 7       | 10      | 2       |
| 1998–99      | «Сьєр»                 | НЛБ          | 6                | 0                | 1                | 1                | 25               | —       | —       | —       | —       | —       |
| 1999–00      | «Амбрі-Піотта»         | НЛА          | 45               | 11               | 17               | 28               | 16               | 9       | 4       | 3       | 7       | 2       |
| 2000–01      | «Амбрі-Піотта»         | НЛА          | 43               | 10               | 12               | 22               | 47               | —       | —       | —       | —       | —       |
| 2001–02      | «Лугано»               | НЛА          | 39               | 9                | 8                | 17               | 6                | 13      | 0       | 1       | 1       | 2       |
| 2002–03      | «Лугано»               | НЛА          | 36               | 7                | 13               | 20               | 47               | 16      | 5       | 6       | 11      | 10      |
| 2003–04      | «Лугано»               | НЛА          | 48               | 17               | 23               | 40               | 40               | 16      | 5       | 6       | 11      | 12      |
| 2004–05      | «Лугано»               | НЛА          | 44               | 24               | 22               | 46               | 24               | 5       | 0       | 2       | 2       | 4       |
| 2005–06      | «Лугано»               | НЛА          | 40               | 15               | 27               | 42               | 36               | 17      | 8       | 7       | 15      | 18      |
| 2006–07      | «Лугано»               | НЛА          | 44               | 5                | 22               | 27               | 26               | 6       | 2       | 4       | 6       | 6       |
| 2007–08      | «ЦСК Лайонс»           | НЛА          | 35               | 17               | 14               | 31               | 16               | 17      | 8       | 9       | 17      | 6       |
| 2008–09      | «ЦСК Лайонс»           | НЛА          | 50               | 25               | 28               | 53               | 28               | 4       | 1       | 0       | 1       | 2       |
| 2009–10      | «ЦСК Лайонс»           | НЛА          | 49               | 16               | 26               | 42               | 28               | 7       | 1       | 1       | 2       | 0       |
| 2010–11      | «Берн»                 | НЛА          | 49               | 15               | 20               | 35               | 34               | 11      | 1       | 10      | 11      | 2       |
| 2011–12      | «Берн»                 | НЛА          | 49               | 11               | 21               | 32               | 10               | 17      | 4       | 6       | 10      | 2       |
| 2012–13      | «Берн»                 | НЛА          | 50               | 25               | 17               | 42               | 26               | 18      | 7       | 8       | 15      | 25      |
| 2013–14      | «Берн»                 | НЛА          | 48               | 9                | 21               | 30               | 12               | —       | —       | —       | —       | —       |
| 2014–15      | «Берн»                 | НЛА          | 44               | 9                | 15               | 24               | 24               | 11      | 1       | 0       | 1       | 2       |
| 2015–16      | «Фрібур-Готтерон»      | НЛА          | 50               | 8                | 14               | 22               | 8                | 5       | 0       | 1       | 1       | 0       |
| 2016–17      | «Лугано»               | НЛА          | 49               | 7                | 7                | 14               | 39               | 11      | 2       | 0       | 2       | 2       |
| Усього в НЛА | Усього в НЛА           | Усього в НЛА | 857              | 249              | 331              | 580              | 475              | 207     | 52      | 72      | 124     | 109     |

### Збірна
| Рік                | Команда            | Турнір             | Місце              | І  | Г | П | О  | ШХ |
| ------------------ | ------------------ | ------------------ | ------------------ | -- | - | - | -- | -- |
| 2009               | Швейцарія          | ЧС                 | 9-е                | 5  | 1 | 0 | 1  | 0  |
| 2011               | Швейцарія          | ЧС                 | 9-е                | 6  | 3 | 2 | 5  | 2  |
| 2013               | Швейцарія          | ЧС                 | 2                  | 10 | 2 | 3 | 5  | 0  |
| 2014               | Швейцарія          | ОІ                 | 9-е                | 3  | 0 | 0 | 0  | 0  |
| Національна збірна | Національна збірна | Національна збірна | Національна збірна | 24 | 6 | 5 | 11 | 2  |